# کاستلمولا
کاستلمولا (به ایتالیایی: Castelmola) یک کومونه در ایتالیا است که در استان مسینا واقع شده‌است.

## خصوصیات
کاستلمولا ۱۶٫۴ کیلومترمربع مساحت و ۱٬۱۰۷ نفر جمعیت دارد و ۵۲۹ متر بالاتر از سطح دریا واقع شده‌است.